# جان پاول
جان پاول (انگلیسی: John Powell؛ زادهٔ ۱۸ سپتامبر ۱۹۶۳ ‏(۶۱ سال)) آهنگساز اهل بریتانیا است که بیشتر به خاطر ساخت موسیقی فیلم و پویانمایی شناخته می‌شود.

## زندگی و فعالیت‌ها
جان پاول در ۱۸ سپتامبر ۱۹۶۳ در لندن به دنیا آمد. او از کودکی به موسیقی علاقه‌مند بود و در مدرسه موسیقی ترینیتی لندن به تحصیل پرداخت. پس از فارغ‌التحصیلی، به عنوان آهنگساز و تنظیم‌کننده در پروژه‌های مختلف موسیقی فیلم فعالیت کرد.

## فعالیت‌های حرفه‌ای
پاول از سال ۱۹۹۳ به‌طور حرفه‌ای در صنعت موسیقی فیلم فعالیت کرده است. او با همکاری هانس زیمر در استودیوی میدیافای، به یکی از چهره‌های برجسته در زمینه موسیقی فیلم تبدیل شد.
1. 1.     1. فیلم‌های برجسته

برخی از فیلم‌هایی که پاول برای آن‌ها موسیقی ساخته است عبارتند از:
- چگونه اژدهای خود را تربیت کنیم (۲۰۱۰)
- چگونه اژدهای خود را تربیت کنیم ۲ (۲۰۱۴)
- عصر یخبندان: رانش قاره‌ای (۲۰۱۲)
- خوش قدم ۲ (۲۰۱۱)
- مردان ایکس: واپسین پایداری (۲۰۱۴)
- شغل ایتالیایی (۲۰۰۳)
- نگران نباش عزیزم (۲۰۲۲)
- من سام هستم (۲۰۰۱)

## جوایز و افتخارات
جان پاول برای موسیقی فیلم‌هایش جوایز متعددی دریافت کرده است، از جمله:
- جایزه گرمی برای بهترین موسیقی متن برای چگونه اژدهای خود را تربیت کنیم (۲۰۱۱)
- جایزه آنی برای بهترین موسیقی در یک فیلم پویانمایی برای چگونه اژدهای خود را تربیت کنیم ۲ (۲۰۱۵)

## سبک موسیقی
پاول به‌دلیل ترکیب عناصر موسیقی کلاسیک، موسیقی الکترونیک، و موسیقی جهانی در آثارش شناخته می‌شود. او اغلب از سازهای زهی و بادی به‌طور گسترده استفاده می‌کند و موسیقی‌هایش دارای ملودی‌های قوی و احساس‌برانگیز هستند.

## ترانه‌شناسی
| سال  | عنوان فیلم                                   |
| ---- | -------------------------------------------- |
| ۱۹۹۰ | Stay Lucky                                   |
| ۱۹۹۴ | The Wild Heels                               |
| ۱۹۹۶ | High Incident                                |
| ۱۹۹۶ | Human Bomb                                   |
| ۱۹۹۷ | Face/Off                                     |
| ۱۹۹۸ | مورچه‌ای به نام زی (همراه هری گرگسون-ویلیامز) |
| ۱۹۹۸ | With Friends Like These...                   |
| ۱۹۹۸ | Endurance                                    |
| ۱۹۹۹ | Chill Factor                                 |
| ۱۹۹۹ | نیروهای طبیعت                                |
| ۲۰۰۰ | فرار مرغی (همراه هری گرگسون-ویلیامز)         |
| ۲۰۰۰ | به سوی الدورادو (همراه هانس زیمر)            |
| ۲۰۰۱ | Evolution                                    |
| ۲۰۰۱ | من سام هستم                                  |
| ۲۰۰۱ | Just Visiting                                |
| ۲۰۰۱ | سگ‌دو                                         |
| ۲۰۰۱ | Ali                                          |
| ۲۰۰۱ | شرک (فیلم) (همراه هری گرگسون-ویلیامز)        |
| ۲۰۰۲ | The Bourne Identity                          |
| ۲۰۰۲ | پادزهر (فیلم ۲۰۰۲)                           |
| ۲۰۰۲ | Drumline                                     |
| ۲۰۰۲ | ماجراهای پلوتو نش                            |
| ۲۰۰۲ | آگهی دوهفته                                  |
| ۲۰۰۳ | مامور کودی بنکس                              |
| ۲۰۰۳ | جیلی (فیلم)                                  |
| ۲۰۰۳ | Paycheck                                     |
| ۲۰۰۳ | Stealing Sinatra                             |
| ۲۰۰۳ | شغل ایتالیایی                                |
| ۲۰۰۴ | Alfie                                        |
| ۲۰۰۴ | Mr. 3000                                     |
| ۲۰۰۴ | The Bourne Supremacy                         |
| ۲۰۰۵ | آرام باش (فیلم ۲۰۰۵)                         |
| ۲۰۰۵ | خانم و آقای اسمیت                            |
| ۲۰۰۵ | ربات‌هاا                                      |
| ۲۰۰۶ | عصر یخبندان: ذوب                             |
| ۲۰۰۶ | United 93                                    |
| ۲۰۰۶ | مردان ایکس: آخرین ایستادگی                   |
| ۲۰۰۶ | خوش‌قدم                                       |
| ۲۰۰۷ | The Bourne Ultimatum                         |
| ۲۰۰۷ | Stop-Loss                                    |
| ۲۰۰۷ | PS, I Love You                               |
| ۲۰۰۸ | Horton Hears a Who!                          |
| ۲۰۰۸ | Jumper                                       |
| ۲۰۰۸ | پاندای کونگ‌فوکار (همراه هانس زیمر)           |
| ۲۰۰۸ | Hancock                                      |
| ۲۰۰۸ | تیزپا                                        |
| ۲۰۰۹ | عصر یخبندان: آغاز دایناسورها                 |
| ۲۰۱۰ | Green Zone                                   |
| ۲۰۱۰ | چگونه اژدهای خود را تربیت کنیم               |
| ۲۰۱۰ | شوالیه و روز                                 |
| ۲۰۱۰ | Fair Game                                    |
| ۲۰۱۱ | Mars Needs Moms                              |
| ۲۰۱۱ | Rio                                          |
| ۲۰۱۱ | پاندای کونگ‌فوکار ۲ (with هانس زیمر)          |
| ۲۰۱۱ | Shark Night 3D                               |
| ۲۰۱۱ | خوش قدم ۲                                    |
| ۲۰۱۲ | عصر یخبندان: رانش قاره‌ای                     |
| ۲۰۱۲ | Ted (with Parry Gripp and John A. Burnham)   |
| ۲۰۱۲ | ویلیام جویس (نویسنده)                        |
| ۲۰۱۴ | چگونه اژدهای خود را تربیت کنیم ۲             |
| ۲۰۱۹ | چگونه اژدهای خود را تربیت کنیم ۳             |
| ۲۰۲۰ | آوای وحش                                     |
| ۲۰۲۱ | قرنطینه                                      |
| ۲۰۲۲ | نگران نباش عزیزم                             |
| ۲۰۲۳ | همچنان: داستان مایکل جی فاکس                 |
| ۲۰۲۳ | مهاجرت                                       |
| ۲۰۲۴ | آن کریسمس                                    |
| ۲۰۲۴ | تلما اسب شاخدار                              |
| ۲۰۲۵ | چگونه اژدهای خود را تربیت کنیم.              |
| ۲۰۲۵ | شرور: برای خیر                               |